# Neoribates szabadosi
Neoribates szabadosi är en kvalsterart som först beskrevs av Balogh 1970.  Neoribates szabadosi ingår i släktet Neoribates och familjen Parakalummidae. Inga underarter finns listade i Catalogue of Life.